# Mañana será otro día
Mañana será otro día é uma telenovela mexicana produzida por Ernesto Alonso para a Televisa e exibida pelo El Canal de las Estrellas entre 14 de junho de 1976 e 31 de maio de 1977.
Foi protagonizada por Jacqueline Andere, Carlos Bracho e Jorge Vargas e antagonizada por Susana Alexander, Eduardo Fajardo e Nelly Meden.

## Sinopse
A história começa na década de 1950 em Puerto Vallarta. Mariana de la Riva é uma bela jovem que vive com o pai, o arrogante milionário Don Alfonso, a mãe, Dona Consuelo; a tia Virginia; e a irmã, Patricia, que nutre profunda inveja da irmã. Um dia, um novo-rico, Arturo Ramírez, chega ao porto com a intenção de transformá-lo em um grande resort. Mariana se apaixona por ele, mas ele a seduz e a engravida, apenas para trocá-la por uma condessa italiana.
Don Alfonso, ao saber que sua filha está grávida, a expulsa de casa. Mariana deixa Puerto Vallarta e segue para a Cidade do México, onde dá à luz seu filho. Um dia, enquanto visitava a igreja com seu bebê, ela desmaia. Ao acordar, descobre que seu filho desapareceu. É então que Mariana dedicará grande parte de sua vida a procurá-lo, enquanto também cuida de crianças órfãs. O filho de Mariana acaba em um orfanato onde é chamado de Roberto Lorenzana.
Os anos passam, Roberto cresce e, junto com seu amigo Carlos, deixa o orfanato para viajar pelo mundo. É assim que conhecem Mariana e Sofía, a filha que Arturo teve com Paola, sua esposa italiana, que enlouqueceu após o parto. Sofía e Roberto se dão bem, sem saber que são irmãos. Arturo, arrependido, quer voltar para Mariana e, para isso, paga um jovem para se passar por seu filho perdido, conquistando assim seu afeto e gratidão.

## Elenco
- Jacqueline Andere - Mariana de la Riva
- Jorge Vargas - Arturo Ramírez
- Valentín Trujillo - Roberto Lorenzana
- Susana Alexander - Sofía Ramírez
- Nelly Meden - Patricia de la Riva
- Eduardo Fajardo - Don Alfonso de la Riva
- Rebeca Iturbide - Doña Consuelo de la Riva
- Helena Rojo - Paola
- Víctor Junco - Juan Ramírez
- Bertha Moss - Hortensia Ramírez
- María Rubio - Olivia
- Carlos Bracho - Armando
- Martín Cortés - Carlos
- Verónica Castro - Gabriela
- Rosario Granados - Virginia
- José Baviera - Reynaldo
- Zoila Quiñones - Helenita
- María Fernanda Ayensa - Patricia (menina)
- Agustín Sauret - Fernando
- Enrique Novi - Felipe
- Marty Cosens - Rubén
- Alfredo Leal - Rafael
- Héctor Sáez - Manuel
- Daniel Santalucía - Guillermo
- María Eugenia Ríos - Esperanza
- Angelita Castany - Yolanda
- Eduardo Fajardo - Alfonso
- Ignacio Rubiell - Nacho
- Rebeca Iturbide -
- Alejandra Meyer